# Los Muertos
Los Muertos – argentyński dramat filmowy z 2004 roku w reżyserii Lisandro Alonso. Film otrzymał kilka wyróżnień, w tym nagrodę FIPRESCI.
Bohaterem jest 54-letni mężczyzna Vargas, który wychodzi z więzienia w Corrientes w Argentynie. Przez dżunglę wraca do rodzinnych stron, a jego celem jest zobaczenie się z dorosłą już córką.

## Obsada
- Argentino Vargas jako Vargas
- Francisco Dornez
- Yolanda Galarza
- Víctor Varela
- Francisco Salazar
- Hilda Chamorro
- Ángel Vera
- Javier Lenciza
- Raúl Fagundez
- Saúl Gómez
- Miguel Altamirano
- Raúl Ramírez
- José Urdangarín
- Mario Omar
- Ricardo Arriola